# ماري هاسكيل
ماري هاسكيل (بالإنجليزية: Mary Haskell)‏ هي مبشرة أمريكية، ولدت في 18 مايو 1869، وتوفيت في 6 ديسمبر 1953.